# Adesmia dilatata douei
Adesmia dilatata douei es una subespecie de escarabajo del género Adesmia, familia Tenebrionidae, orden Coleoptera. Fue descrita científicamente por Lucas en 1844.

## Descripción
Mide 15 milímetros de longitud.

## Distribución
Se distribuye por Túnez.